# Моральный натурализм
Моральный натурализм  — позиция в метаэтике, одна из разновидностей морального реализма, в соответствии с которой моральные свойства и факты существуют, но их возможно редуцировать к каким-либо естественным свойствам или отождествить с ними. Моральный натурализм представляет собой попытку дать натуралистское описание моральной реальности. В соответствии с метафизикой морального натурализма, моральные свойства являются естественными свойствами того же вида, что и свойства, изучаемые естественными науками или познаваемые только эмпирически. В соответствии с его эпистемологией, моральные свойства должны изучаться теми же методами, что и остальные естественные свойства. Поскольку моральный натурализм является разновидностью реализма, одной из его задач является согласование существования моральных свойств с научной картиной мира. Их можно согласовать с естественнонаучным взглядом на мир либо редуцировав моральные свойства к естественным, либо признав моральные свойства естественными без редукции. В связи с этим моральный натурализм делится на редуктивный и нередуктивный.

## Нередуктивный моральный натурализм
Нередуктивный моральный натурализм иногда называют корнеллским моральным реализмом, так как его ведущие представители Ричард Бойд, Дэвид Бринк, Николас Стерджен работали или учились в Корнеллском университете. В соответствии с данной разновидностью натурализма, моральные свойства, хотя сами являются естественными, не могут быть редуцированы к какому-либо другому естественному свойству. Тем не менее между моральными и  естественными свойствами существует тесная взаимосвязь: моральные свойства супервентны на естественных, поскольку они реализуются или конституированы ими. Моральные свойства являются объяснительно и каузально эффективными, с их помощью можно объяснять происходящие в мире события. В этом они похожи на свойства таких специальных наук, как химия, биология, психология и др.

## Редуктивный моральный натурализм
Редуктивный моральный натурализм утверждает редуцируемость моральных свойств к внеморальным. Моральные свойства не являются чем-то сверх и помимо других естественных свойств, у них нет нередуцируемой нормативности. Редуктивные метаэтические теории можно разделить на две группы, в зависимости от того, как с их точки зрения должна осуществляться редукция —  априори или апостериори. К первой группе принадлежит теория Питера Рейлтона, а ко второй теория Фрэнка Джексона.